# Dario Cecchi
Dario Cecchi, né le 26 mai 1918 à Florence et mort le 16 septembre 1992 à Rome, est un costumier, décorateur, peintre et écrivain italien, fils de l'écrivain Emilio Cecchi.

## Biographie
Il fait ses études à l'Académie des beaux-arts de Rome, dans l'atelier de Gino Carlo Sensani. 
Le premier tournage auquel il participe est La Couronne de fer (La corona di ferro) d'Alessandro Blasetti sorti en 1941. Le premier film dans lequel il crée les costumes est Les Misérables (I miserabili) de Riccardo Freda, sorti en 1948, avec Maria Baronj qui, en 1950, est devenue sa femme. 
La carrière de Dario Cecchi, très longue, lui permet d'aborder presque tous les genres cinématographiques et de participer à des productions de diverses nationalités.

## Filmographie
- 1947 : Le Crime de Giovanni Episcopo (Il delitto di Giovanni Episcopo) d'Alberto Lattuada — décors avec Guido Fiorini
- 1948 : Les Misérables ( I Miserabili) de Riccardo Freda — costumes avec Maria Baronj
- 1948 : Sous le soleil de Rome (Sotto il sole di Roma) de Renato Castellani — décors et costumes
- 1948 : Le Juif errant (L'ebreo errante) de Goffredo Alessandrini — costumes
- 1948 : Fifa e arena de Mario Mattoli — costumes
- 1949 : Il trovatore de Carmine Gallone — costumes
- 1949 : Il bacio di una morta de Guido Brignone — costumes avec Maria Baronj
- 1949 : Les Pirates de Capri (I pirati di Capri) d'Edgar Ulmer et Giuseppe Maria Scotese — costumes
- 1950 : L'edera d'Augusto Genina — décors et costumes avec Maria Baronj
- 1950 : Femmes sans nom (Donne senza nome) de Géza von Radványi — costumes, non crédité
- 1951 : La Vengeance du corsaire (La vendetta del corsaro) de Primo Zeglio — costumes avec Maria Baroni
- 1951 : Le Trésor maudit (Incantesimo tragico (Oliva)) de Mario Sequi — costumes
- 1951 : O.K. Néron ! (O.K. Nerone) de Mario Soldati) — costumes
- 1951 : Schatten über Neapel de Hans Wolff et Marino Girolami — costumes
- 1951 : La Traite des Blanches (La tratta delle bianche) de Luigi Comencini — costumes
- 1952 : La Prisonnière de la tour de feu (Prigioniera della torre di fuoco) de Giorgio Walter Chili — seulement pour les costumes d'Elisa Cegani
- 1952 : Heureuse Époque (Altri tempi) d'Alessandro Blasetti — décors et costumes avec Veniero Colasanti
- 1952 : La Fille du corsaire noir (Jolanda la figlia del corsaro nero) de Mario Soldati — costumes
- 1952 : Le Manteau (Il cappotto) d'Alberto Lattuada — costumes
- 1952 : Je suis un bâtard (La nemica) de Giorgio Bianchi — costumes
- 1952 : Les Trois Corsaires (I tre corsari) de Mario Soldati — costumes
- 1953 : Légion étrangère (Legione straniera) de Basilio Franchina — costumes
- 1953 : La Louve de Calabre (La lupa) d'Alberto Lattuada — costumes
- 1953 : Il più comico spettacolo del mondo de Mario Mattoli — costumes
- 1953 : Le Navire des filles perdues (La nave delle donne maledette) de Raffaello Matarazzo — costumes
- 1953 : Le Capitaine fantastique (Capitan Fantasma) de Primo Zeglio — costumes
- 1953 : Angoisse d'une mère (Vortice) de Raffaello Matarazzo — costumes
- 1953 : Un turco napoletano de Mario Mattoli — costumes avec Gaia Romanini
- 1954 : La Pensionnaire (La spiaggia) d'Alberto Lattuada — décors et costumes avec Maurizio Serra
- 1954 : Quelques pas dans la vie (Tempi nostri) d'Alessandro Blasetti — décors et costumes avec Veniero Colasanti et Maria Baronj
- 1954 : Scuola elementare d'Alberto Lattuada — costumes
- 1954 : Secrets d'alcôve (Il letto) de Gianni Franciolini — costumes seulement de Dawn Addams (Sketch Il divorzio)
- 1955 : Il bidone de Federico Fellini — décors et costumes
- 1955 : Par-dessus les moulins (La bella mugnaia) de Mario Camerini — costumes avec Maria Baronj
- 1955 : Tam Tam (Tam tam Mayumbe) de Gian Gaspare Napolitano — décors et costumes
- 1956 : La Chance d'être femme (La fortuna di essere donna) d'Alessandro Blasetti — direction artistique
- 1957 : Le Paradis des hommes (L'ultimo paradiso) de Folco Quilici — scénographie
- 1958 : La Maja nue (The Naked Maja) d'Henry Koster et Mario Russo — costumes, avec Maria Baronj
- 1959 : Ferdinand 1er, roi de Naples (Ferdinando I° re di Napoli) de Gianni Franciolini — costumes avec Maria Baronj
- 1959 : Dagli Appennini alle Ande de Folco Quilici — direction artistique de Dario Cecchi et Gori Muñoz — costumes de  Dario Cecchi
- 1960 : Été violent (Estate violenta) de Valerio Zurlini — décors et costumes avec Massimiliano Capriccioli)
- 1960 : Les Amours d'Hercule (Gli amori di Ercole), de Carlo Ludovico Bragaglia  — costumes avec Maria Baronj
- 1960 : La Rue des amours faciles (Via Margutta) de Mario Camerini — décors et costumes
- 1960 : Les Dents du diable (The Savage Innocents) de Nicholas Ray — direction artistique de Dario Cecchi et Donald M. Ashton crédité sous Don Ashton
- 1960 : Les Dauphins (I delfini) de Francesco Maselli — costumes
- 1961 : J'aime, tu aimes (Io amo, tu ami) d'Alessandro Blasetti — décors avec Mario Garbuglia
- 1961 : Le Meilleur Ennemi (The Best of Enemies) de Guy Hamilton — costumes avec Ezio Frigerio
- 1962 : Le Mercenaire (La congiura dei dieci) de Baccio Bandini et Étienne Périer — costumes
- 1963 : L'Amour à la suédoise (Il diavolo) de Gian Luigi Polidoro — décors et costumes
- 1964 : Cyrano et d'Artagnan d'Abel Gance — costumes
- 1963 : Frenesia dell'estate de Luigi Zampa — costumes avec Gianfranco Fini
- 1963 : La Panthère rose (The Pink Panther), de Blake Edwards  — costumes avec Maria Baronj
- 1964 : La Tulipe noire de Christian-Jaque — costumes
- 1965 : Darling de John Schlesinger — costumes et mobilier pour la partie italienne, non crédité : les costumes ont remporté l'Oscar des meilleurs costumes
- 1966 : Moi, moi, moi et les autres (Io, io, io... e gli altri) d'Alessandro Blasetti — scénographie avec Ottavio Scotti
- 1967 : Matt Helm traqué (The Ambushers) d'Henry Levin et Arduino Maiuri — storyboard et préparation des décors et costumes, non crédité
- 1967 : Je vais, je tire et je reviens (Vado... l'ammazzo e torno) d'Enzo G. Castellari — costumes
- 1967 : Per amore… per magia… de Duccio Tessari — décors et costumes
- 1968 : L'Odyssée (Odissea) de Franco Rossi, Piero Schivazappa et Mario Bava — costumes (série télévisée)
- 1969 : Le Secret de Santa Vittoria (The Secret of Santa Vittoria) de Stanley Kramer — costumes, non crédité
- 1970 : Les Aventures du brigadier Gérard (The Adventures of Gerard) de Jerzy Skolimowski — costumes
- 1970 : Venez donc prendre le café chez nous (Venga a prendere il caffè da noi) d'Alberto Lattuada — costumes
- 1972 : Boccace raconte (Boccaccio) de Bruno Corbucci — costumes avec Mario Carlini
- 1972 : Il prode Anselmo e il suo scudiero de Bruno Corbucci — costumes avec Mario Carlini
- 1973 : La Tosca de Luigi Magni — décors avec Lucia Mirisola
- 1976 : Attenti al buffone d'Alberto Bevilacqua — costumes avec Ezio Altieri
- 1976 : Le Corsaire noir (Il Corsaro Nero) de Sergio Sollima — costumes avec Mario Carlini
- 1983 : Il petomane de Pasquale Festa Campanile — décors et costumes avec Mario Carlini